# Fokker F.XXXVI
Il Fokker F.XXXVI, indicato anche come Fokker F.36, fu un aereo di linea quadrimotore monoplano ad ala alta, sviluppato dall'azienda aeronautica olandese Fokker nei primi anni trenta. Grazie allo scompartimento passeggeri a 32 posti a sedere, fu il più grande modello di aereo costruito dall'azienda olandese.
Benché concepito per consentire il massimo comfort per i passeggeri, tanto da essere soprannominato Vliegende Hotel (hotel volante), pagò la scelta di una tecnologia ancora legata a materiali convenzionali, tecnica mista per la cellula e legno e tela per le superfici alari, mentre già si affacciava sul mercato la concorrenza statunitense con modelli interamente metallici. Realizzato in un unico esemplare, venne utilizzato principalmente dalla compagnia aerea di bandiera KLM.

## Storia del progetto
Nel 1930 la KLM aveva inaugurato una nuova rotta passeggeri che univa le città di Amsterdam e Giacarta, l'allora Batavia, capitale delle Indie orientali olandesi; la nuova rotta, nonostante la difficile situazione economica, si rivelò un successo commerciale tale da convincere Albert Plesman, il proprietario della compagnia aerea, a valutare l'acquisto di un grande aereo quadrimotore per soddisfare la crescente richiesta.
A tale scopo si rivolse ad Anthony Fokker, titolare dell'azienda aeronautica che portava il suo nome, con il quale pianificare lo sviluppo di un modello adatto allo scopo nel loro incontro iniziale del 6 giugno 1932. Fokker e il suo ufficio tecnico iniziarono quindi il disegno di un velivolo quadrimotore che attingeva all'esperienza acquisita nella realizzazione dei precedenti Fokker F.XX e F.XXII, con struttura della fusoliera realizzata in tubi d'acciaio interconnessi a triangolo. Proposti i progetti preliminari a Plesman nel settembre del 1932, questi si dichiarò soddisfatto lasciando intendere un interesse all'acquisto di sei esemplari, di conseguenza Fokker avviò lo sviluppo e la costruzione di un prototipo che identificò con la sigla F.XXXVI, mutando la tradizione che indicava ogni nuovo modello con una sigla numerica consecutiva. Presumibilmente la scelta del 36, equivalente arabo della numerazione romana XXXVI, era relativa alla capacità totale di trasporto, quattro membri dell'equipaggio più trentadue passeggeri.
Il Fokker F.XXXVI era un velivolo, per l'epoca, imponente, che riproponeva la tradizionale impostazione dei modelli Fokker, un monoplano ad ala alta a sbalzo, questa interamente realizzata in legno, con fusoliera ricoperta in tessuto trattato sopra una struttura metallica. Quest'ultima integrava le quattro cabine separate da otto posti a sedere ciascuna, dove l'isolamento acustico, in una decisione insolita e innovativa per il periodo, doveva consentire ai passeggeri di conversare a voce normale dopo il decollo. Il carrello d'atterraggio era un convenzionale triciclo anteriore fisso con gambe di forza principali ammortizzate integrate posteriormente da un ruotino d'appoggio fisso posizionato sotto la coda.
Il prototipo, immatricolato PH-AJA ed equipaggiato con quattro motori radiali Wright Cyclone, venne portato in volo per la prima volta il 22 giugno 1934 per essere consegnato alla KLM al termine delle prove di volo aziendali. La compagnia aerea iniziò ad utilizzarlo su rotte europee da marzo 1935 dove in ambito operativo, pur nella notevole capacità di carico, si riscontrò un'autonomia nettamente inferiore a quella prevista in sede progettuale. Con l'affacciarsi sul mercato dei nuovi Douglas DC-2 e DC-3, che interamente metallici garantivano costi di manutenzione inferiori, le iniziali intenzioni di Plesman vennero meno e non furono sottoscritti nuovi contratti di fornitura per il modello.
Il Fokker F.XXXVI suscitò comunque l'interesse da parte dell'azienda aeronautica britannica Airspeed, la quale acquistò una licenza per la costruzione del modello, ridesignato Airspeed AS.20, per il mercato nazionale, tuttavia non ricevendo alcuna commissione non ne venne mai avviata la produzione.

## Impiego operativo

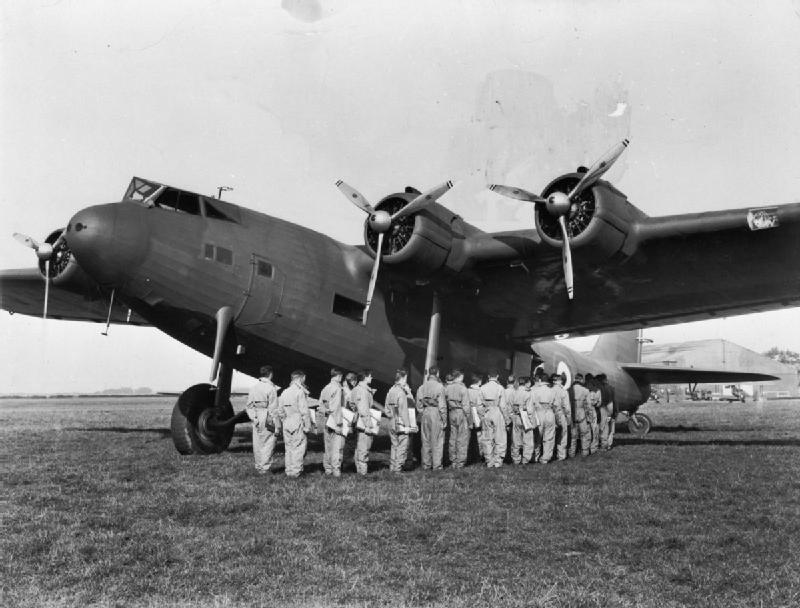
Un gruppo di allievi del No. 1 Air Observer and Navigation School davanti al Fokker F.XXXVI con insegne Royal Air Force.

La compagnia aerea di bandiera olandese KLM utilizzò il Fokker F.XXXVI dal marzo 1935 al 1939, anno in cui lo cedette alla Scottish Aviation Limited, scuola di volo con sede a Prestwick, nell'Ayrshire Meridionale (Scozia).
Reimmatricolato con marche civili G-AFZR, questa lo utilizzò come aereo da addestramento per equipaggi e navigatori per conto della Royal Air Force, aggregato alla No.12 Elementary Flying Training School ma operato da proprio personale.
L'aereo rimase in linea fino al 1940 quando a seguito di un incidente in fase di decollo rimase distrutto da un incendio.

## Utilizzatori

### Civili
Paesi Bassi
- KLM

 Regno Unito
- Scottish Aviation

### Militari
Regno Unito
- Royal Air Force (operato da Scottish Aviation)

### Riviste
- (EN) The Fokker F.XXXVI, in Flight, No. 1335. Vol. XXVI. 26th Year, 26 luglio 1934.